# Bariumbromid
Bariumbromid ist eine chemische Verbindung des Bariums und zählt zu den Bromiden. Es ist ein farbloser hochschmelzender Feststoff.

## Geschichte
Bariumbromid spielte in der Entdeckung der Radioaktivität und der Kernspaltung eine Rolle. Da Barium- und Radiumverbindungen ähnliche Eigenschaften besitzen, ist es nicht einfach diese zu trennen. Eine Möglichkeit ist die fraktionierte Kristallisation geeigneter Salze. Zunächst wurden von Marie Curie hierfür die Chloride genutzt. Diese ermöglichen jedoch nur eine langsame und damit aufwändige Trennung. Deutlich bessere Trennungen mit höheren Anreichungsraten ermöglichen die Bromide.
Diese Anreicherung wurde bei der Entdeckung der Kernspaltung durch Otto Hahn wichtig, als das bei der Bestrahlung von Uran mit Neutronen erhaltene Produkt zunächst für Radium gehalten wurde. Erst durch die unerwartete Reaktion bei der fraktionierten Kristallisation erkannten er und Fritz Straßmann, dass es sich um radioaktive Bariumisotope und nicht um Radium handelt und dass damit eine Kernspaltung erfolgt sein musste.

## Gewinnung und Darstellung
Wasserhaltiges Bariumbromid-Dihydrat fällt beim Einengen barium- und bromidhaltiger wässriger Lösungen aus. Oberhalb von 120 °C wird das Kristallwasser abgegeben und es bildet sich das wasserlose Salz.
Weitere Möglichkeiten zur Gewinnung von Bariumbromid sind die Reaktion von Bariumsulfid oder Bariumcarbonat mit Bromwasserstoffsäure.
{\displaystyle \mathrm {BaCO_{3}+2\ HBr\longrightarrow BaBr_{2}+CO_{2}+H_{2}O} }

## Eigenschaften
Wie Bariumchlorid und Bariumiodid kristallisiert Bariumbromid in der Blei(II)-chloridstruktur.
In der Gasphase sind Bariumbromid-Moleküle entgegen den Vorhersagen des VSEPR-Modells nicht linear, sondern mit einem Winkel von 146° gewinkelt. Verantwortlich hierfür sind relativistische Effekte.

## Verwendung
Außer bei Trennung von Barium und Radium, die auf Grund der Gefahren durch das radioaktive Radium nur noch von geringer Bedeutung ist, wird Bariumbromid für die Herstellung von Chemikalien für die Photographie und zur Gewinnung anderer Bromide genutzt.